# Мур, Изабелла
Изабелла Мэри Мур (англ. Isabella "Belle" Mary Moore, 23 октября 1894 — 7 марта 1975) — британская пловчиха, олимпийская чемпионка.
Изабелла Мур родилась в 1894 году в Глазго. В 1912 году, в возрасте всего 17 лет, она приняла участие в Олимпийских играх в Стокгольме, где завоевала золотую медаль в эстафете 4×100 м вольным стилем; также она приняла участие в состязаниях на дистанции 100 м вольным стилем, но не завоевала медалей.
Впоследствии была чемпионкой Шотландии.